# Barbara Jo Walker
Barbara Jo Walker Hummel (12 mars 1926 - 7 juin 2000) est couronnée Miss America en 1947
.

## Source de la traduction
- (en) Cet article est partiellement ou en totalité issu de l’article de Wikipédia en anglais intitulé « Barbara Jo Walker » (voir la liste des auteurs).